# Steffi Kühnert
Pour les articles homonymes, voir Kuhnert.
Steffi Kühnert (née le 19 février 1963 à Berlin) est une actrice allemande.

## Biographie
Après une formation en couture, elle étudie de 1981 à 1985 à l'Académie des arts dramatiques Ernst Busch. Elle a son premier engagement au Landestheater Eisenach, où elle reste jusqu'en 1988.
En 1988, elle vient au Théâtre national allemand de Weimar et appartient à l'ensemble jusqu'en 1992. En 1990, elle obtient le prix Alfred-Kerr pour le rôle principal dans Une maison de poupée sous la direction de Leander Haußmann.
Elle continue ensuite de travailler avec Haußmann. Elle est au Schillertheater jusqu'à sa fermeture en 1993. L'année suivante, elle joue au Burgtheater. Au Residenztheater de Munich en 1995 puis au Schauspielhaus Bochum, elle incarne Gwendolyn Fairfax dans L'Importance d'être Constant. Elle est aussi sur les scènes du Schauspielhaus de Zurich, du Deutsches Theater de Berlin et de la Schaubühne am Lehniner Platz.
Steffi Kühnert se consacre à ses débuts plus au théâtre qu'au cinéma et à la télévision. En 2012, elle est nommée au Deutscher Filmpreis de la meilleure actrice pour le film Pour lui.

## Filmographie
Cinéma
- 1978 : Sept Taches de rousseur (Sieben Sommersprossen)
- 1982 : Romanze mit Amelie
- 1992 : Varieté
- 1996 : Männerpension
- 1999 : Sonnenallee
- 2002 : Grill Point
- 2003 : Herr Lehmann
- 2005 : Der große Schlaf
- 2005 : Die Bluthochzeit
- 2005 : NVA
- 2005 : Im Schwitzkasten
- 2006 : Elbe
- 2006 : Zeit der Fische
- 2006 : Ce n'étaient pas tous des assassins
- 2007 : Louis Elefantenherz
- 2008 : Robert Zimmermann wundert sich über die Liebe
- 2008 : Septième Ciel
- 2009 : Die Entbehrlichen
- 2009 : Le Ruban blanc
- 2009 : Dinosaurier – Gegen uns seht ihr alt aus!
- 2011 : Pour lui
- 2011 : Hotel Lux
- 2012 : Bis zum Horizont, dann links!
- 2013 : Nager pour vivre

Télévision
- 1986 : Polizeiruf 110: Das habe ich nicht gewollt
- 1991 : Die Verschwörung des Fiesco zu Genua
- 2004 : Das Schwalbennest
- 2006 : Polizeiruf 110 – Kleine Frau
- 2007 : Guten Morgen, Herr Grothe
- 2007 : Krauses Fest
- 2007 : Le Poids de l'amour
- 2007 : Zu schön für mich
- 2007 : Liebe nach Rezept
- 2009 : Tatort – Mauerblümchen
- 2012 : Zwei für alle Fälle: Manche mögen Mord
- 2012 : Bankraub für Anfänger
- 2012 : Geliebtes Kind
- 2012 : La Tour
- 2012 : Pas d'impôts pour les potes
- 2013 : Polizeiruf 110 – Kinderparadies
- 2014 : Tatort: Zirkuskind
- 2015 : Marie Brand und das Erbe der Olga Lenau
- 2024 : Fortes têtes

## Source de la traduction
- (de) Cet article est partiellement ou en totalité issu de l’article de Wikipédia en allemand intitulé « Steffi Kühnert » (voir la liste des auteurs).